# Talsi
Talsi è un comune della Lettonia appartenente alla regione storica della Curlandia di 34.871 abitanti (dati 2009).

## Località
Il comune è stato istituito nel 2009 ed è formato dalle seguenti località:
- Abava
- Balgale
- Ģibuļi
- Īve
- Ķūļciems
- Laidze
- Lauciene
- Lībagi
- Lube
- Strazde
- Valdgale
- Vandzene
- Virbi
- Talsi
- Stende
- Sabile
- Valdemārpils